# Mariage de la princesse Eugenie et de Jack Brooksbank
Le mariage de la princesse Eugenie et de Jack Brooksbank a lieu le 12 octobre 2018 à la chapelle Saint-Georges de Windsor, au Royaume-Uni.

## Annonce des fiançailles
Le 22 janvier 2018, le palais de Buckingham annonce les fiançailles de la princesse Eugenie et de Jack Brooksbank, par un communiqué officiel,. La bague de fiançailles, ornée d'un saphir du Sri Lanka, rappelle celle reçue en son temps par Sarah Ferguson, mère de la princesse. Sa valeur est estimée à 7 000 livres, soit près de 8 000 euros.
Bien qu'Eugenie soit membre de la famille royale britannique, l'autorisation de la reine pour le mariage n'est plus requise depuis l'adoption de l'acte de succession à la Couronne (2013). À la suite de l'annonce des fiançailles, le couple accorde un entretien à BBC One. Des photos officielles sont prises pour l'occasion dans la galerie des portraits du palais de Buckingham. Lors de l'annonce, Eugenie porte une robe de cocktail à fleurs du créateur canadien Erdem Moralioğlu. Elle avait déjà revêtu cette robe pour une entrevue avec Harper's Bazaar en 2016. Pour marquer le mariage d'Eugenie et Jack, le Royal Collection Trust produit un service en porcelaine avec la couronne de la princesse Eugenie et le monogramme commun du couple.

## Mariage

### Préparatifs

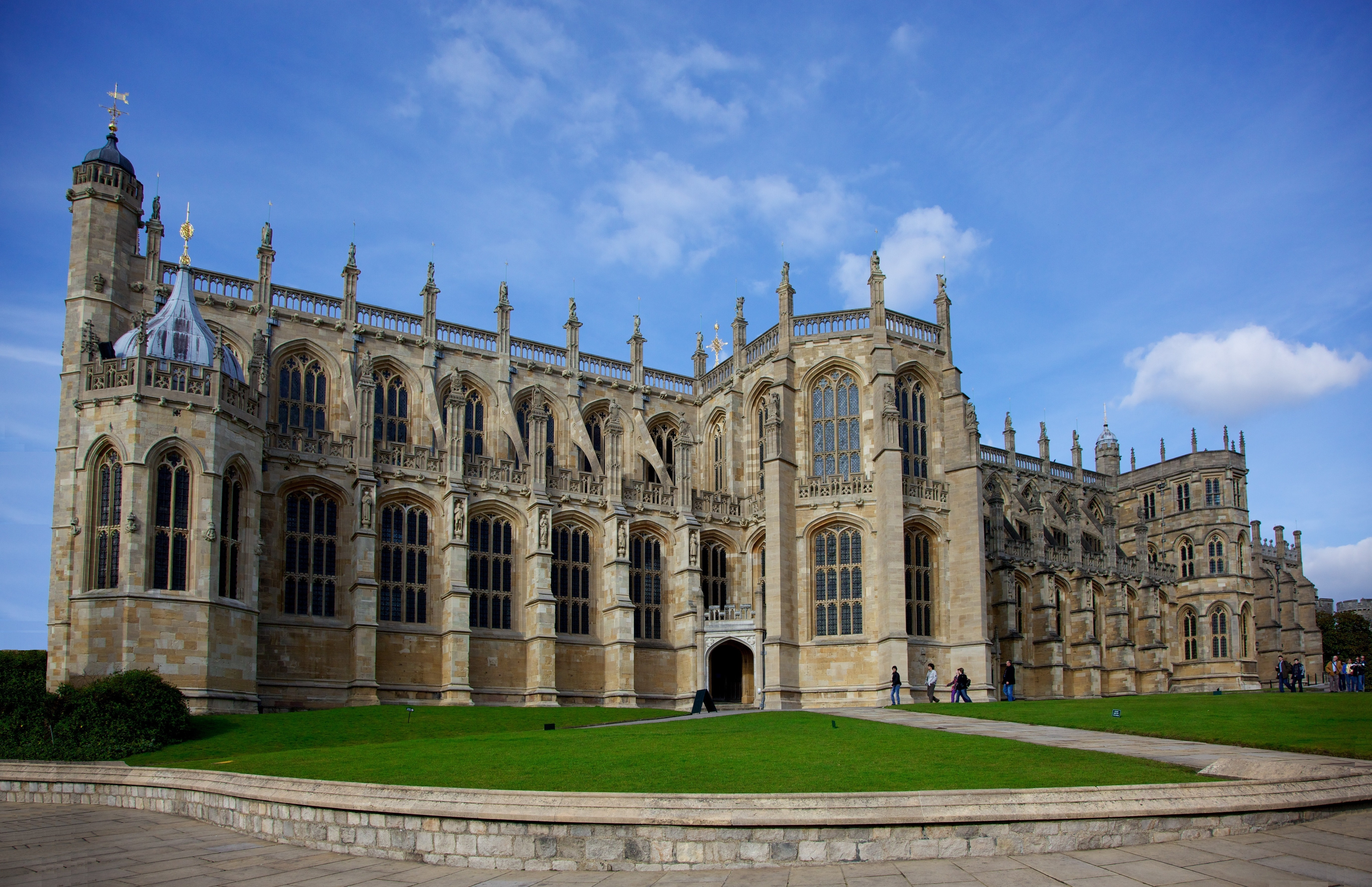
La chapelle Saint-Georges, lieu de la cérémonie.

Lors de l'annonce des fiançailles, il est annoncé que le mariage se tiendra à l'automne 2018 dans la chapelle Saint-Georges de Windsor, là où se déroule, en mai de la même année, le mariage du prince Harry et de Meghan Markle. Peu après, le duc d'York annonce que la cérémonie aura lieu le 12 octobre 2018.
Le couple embauche Peregrine Armstrong-Jones, fondateur de Bentley's Entertainment et demi-frère de l'ex-mari de la princesse Margaret, le comte de Snowdon, pour organiser les festivités,. Rob Van Helden conçoit les compositions florales selon un thème automnal, en utilisant des roses, des hortensias, des dahlias et des baies de Windsor Great Park.

### Tenues des mariés
Eugenie d'York porte une robe de mariée blanche à traîne, conçue par la maison de couture britannique Peter Pilotto. La robe est décolletée dans le dos, laissant apparaître la cicatrice qu'a la princesse depuis l’opération de sa scoliose à l'âge de 12 ans. Le magazine Vogue indique que le style de la robe est plutôt traditionnel, inspiré des archives des précédentes robes de mariée des membres de la famille royale. Elle ne porte pas de voile, mais un diadème en platine pavé de diamants et orné d'émeraudes. Il a été créé par le joaillier parisien Boucheron en 1919 et légué par sa propriétaire à Elizabeth Bowes-Lyon, mère d'Élisabeth II, en 1942.
Jack Brooksbank revêt un frac confectionné par les tailleurs Huntsman à Savile Row.

### Coût du mariage
Les frais liés au mariage ont été pris en charge par les parents et la famille de la mariée,. La famille royale a entre autres payé les fleurs et la robe de mariée. Les frais de sécurité, estimés à 2 millions de livres (soit 2,3 millions d'euros), suscitent la polémique au Royaume-Uni. Une pétition, signée par plus de 40 000 personnes, réclame notamment la suppression de la parade en calèche dans Windsor, afin d'éviter le coût des policiers tireurs d'élite sur les toits et des dispositifs de brouillage anti-drones.

### Diffusion à la télévision
Alors que la BBC, qui couvre habituellement les mariages royaux britanniques, a refusé de diffuser la cérémonie par crainte d'audiences trop faibles, le Times accuse le duc d'York d'avoir fait pression pour que la chaîne ITV retransmette les noces de sa fille avec Jack Brooksbank. Le mariage est suivi par plus de 3 millions de téléspectateurs, ce qui constitue la meilleure audience de la chaîne depuis le mariage du prince William et de Catherine Middleton en 2011.
Aux États-Unis, le mariage est diffusé sur la chaîne TLC à partir de 4 h 30 (HAE). En Australie, la cérémonie est regardée par 1,5 million de personnes.